# Феогност (митрополит Киевский)
Митрополи́т Феогно́ст (ум. 11 марта 1353, Москва) — святой, митрополит Киевский и всея Руси, родом грек, преемник святого митрополита Петра. Автор поучения и грамоты. Его пребывание в должности митрополита совпало с княжением Ивана Калиты и Симеона Гордого.

## Биография
О рождении, молодости и становлении этого церковного деятеля информации не сохранилось. Считается, что он родом из Константинополя.
На закате своей жизни, когда появилась потребность указать преемника, митрополит Феогност настаивал на том, что этот пост может занимать только тот, кто прошёл длительный монашеский искус.
Митрополит Феогност является преемником митрополита Петра. Получив посвящение в Константинополе в 1328 году от патриарха Исайи, Феогност поселился в Москве.
В первые годы управления Феогностом митрополией Иван Калита вёл активное храмовое строительство в Московском Кремле.
Это было связано с наследством митрополита Петра.
В первые годы пребывания Феогноста в должности митрополита были освящены белокаменные храмы, один из которых стал монастырским собором:
- 10 (18) мая 1330 года заложен собор Спаса на Бору[2], вокруг которого был организован Спасо-Преображенский монастырь,
- в 1329 году была построена и позже освящена церковь Иоанна Лествичника типа «иже под колоколы»,
- 20 сентября 1333 года освящён новый Архангельский собор, построенный Иваном Калитой по обету, в благодарность за избавление Руси от голода, вызванного пошедшей в рост и не давшей зёрен рожью.

В 1329 году он посетил Великий Новгород, где епископскую кафедру занимал архиепископ Моисей. Феогност объявил оттуда анафему псковичам, принявшим к себе опального князя тверского Александра Михайловича.
Александр оставил Псков и уехал в Литву.
После этого было прислано к Ивану Калите посольство во главе с псковским посадником Селогой.
Иван Калита утвердил мир с ними, а Феогност благословил.

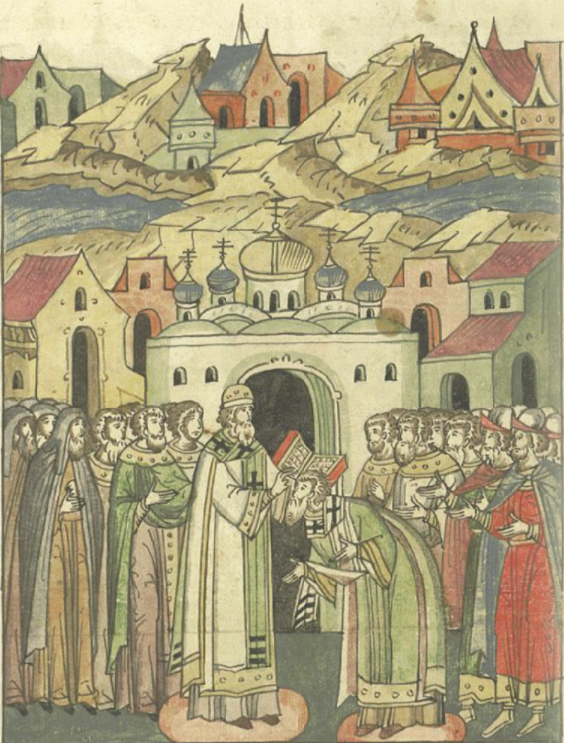
Посвящение Феогноста в Митрополиты всея Руси патриархом Исайей

В 1330 году Феогност участвовал в создании первого великокняжеского монастыря — Спасо-Преображенского.
Он благословил перевод части иноков во главе с архимандритом из Данилова монастыря в Московский Кремль.
Первым архимандритом нового монастыря стал Иоанн, которому Феогност дал первую в Москве архимандритию.
Спасский монастырь управлял всем имуществом Данилова монастыря — его погостом и принадлежавшими ему сёлами.
Через полтора года, в 1331 году князь Александр воротился и стал княжить во Пскове, и между Москвой и Новгородом возник конфликт.
Старое стремление северо-запада Руси получить церковную самостоятельность усилилось: в архиепископы новгородские просили выбрать находящегося во Пскове некоего Арсения, избранного собором галицко-волынских епископов.
Его отправили к митрополиту для посвящения, но Феогност поставил на это место своего кандидата Василия Калику.
В том же году Иван вступил со своими войсками в Новгородскую землю и занял Торжок, где встретил архиепископа Василия, который ехал от Феогноста в Новгород.
В 1332 году Иван Калита, растратив в Орде изрядные средства, планировал к приезду митрополита Феогноста из Орды обустройство нового каменного храма в Москве.
Он потребовал от новгородцев выплаты дани в повышенном размере (в частности, «закамское серебро») и после получения отказа в дополнение к Торжку занял и Бежецкий верх.
Переговоры закончились тем, что архиепископ Василий поехал в Псков и заключил мир между Псковом и Новгородом.
В 1336 году при посредничестве митрополита Феогноста Иван Калита заключил мир с Новгородом, стал новгородским князем и получил причитающуюся дань.
При Феогносте его предшественник митрополит Пётр в 1339 году был причислен к лику святых.
В 1339—1340 годах в Москве было написано Сийское Евангелие, хранящееся сейчас в Библиотеке Российской академии наук.
Феогносту удалось закрыть открытую было Литовскую митрополию.
Существовала также Галицкая митрополия: патриарх Исайя возвёл Фёдора Галицкого в должность митрополита в 1331—1332 годах.
Её не удалось сразу закрыть: в 1337—1338 годах она вновь была открыта и существовала до 1347 года.
Подобно своим предшественникам, Феогност предпринимал путешествия по своей митрополии. В Орду Феогност ездил два раза.
Первая поездка состоялась в 1332 году при Иване Калите, вторую поездку (1342) он совершал во времена Великого княжения Симеона Ивановича Гордого.
Феогноста в Орде встретили большие неприятности: кто-то сказал хану Джанибеку, что митрополит собирает большие доходы с духовенства и что у него много денег, и хан потребовал у него платежа со всего духовенства.
Феогност перенёс в Орде всякие истязания, раздарил до 600 рублей разным сильным людям и настоял на том, что хан утвердил за церковью все её прежние льготы новым ярлыком.
Умер 11 марта 1353 года от чумы. Погребён в алтаре Успенского собора Московского Кремля.
В 1471 году мощи его обретены нетленными, но почивают под спудом. Местное празднование ему установлено в XIX веке. В настоящее время Феогност является общецерковным святым. Память святителя Феогноста совершается 14 (27) марта.

## В культуре
Феогност действует в романах Дмитрия Балашова «Бремя власти» и «Симеон Гордый» из цикла «Государи Московские».